# Torrelodones
Torrelodones és un municipi de la Comunitat de Madrid.
Està situat al nord-oest de la regió, a uns trenta quilòmetres de Madrid. Pel seu enclavament a cavall entre la serra i l'àrea d'influència de la capital, se'l vincula tant amb la comarca de la Serra del Guadarrama com amb la corona metropolitana de Madrid.
El nucli urbà es troba a una altitud de 844 m sobre el nivell del mar. Limita amb els municipis de Galapagar (a l'oest), Hoyo de Manzanares (al nord), Las Rozas de Madrid (al sud) i Madrid (a l'est), a través de la foresta d'El Pardo. El poble, que té un interessant patrimoni artístic i natural, forma part de dues rutes turístiques de la Comunitat de Madrid. Per la seva vinculació amb el camí reial cap al Monestir de l'Escorial, és un dels punts de destinació de la Ruta Imperial.
Pel que fa als seus valors mediambientals, és, juntament amb Galapagar, l'únic municipi de la Comunitat de Madrid integrat dins de dos parcs regionals: el Parc Regional de la Conca Alta del Manzanares i el Parc regional del curs mitjà del riu Guadarrama i el seu entorn.

## Cultura
Torrelodenes té una Casa de la Cultura: el Teatro Bulevar, a la qual hi ha una programació regular de manifestacions culturals. El conegut enregistrament del Concierto de Aranjuez amb Paco de Lucía hi va tenir lloc l'any 1991.